# Беседки (Хмельницкая область)
Беседки (укр. Бесідки) — село в Славутском районе Хмельницкой области Украины.
Население по переписи 2001 года составляло 344 человек. Почтовый индекс — 30046. Телефонный код — 3842. Занимает площадь 2,55 км². Код КОАТУУ — 6823988002.

## Местный совет
30046, Хмельницкая обл., Славутский р-н, с. Хвощовка